# Andrzej Szahaj
Andrzej Jarosław Szahaj (ur. 16 stycznia 1958 w Bydgoszczy) – polski filozof, profesor nauk humanistycznych, w latach 2008–2016 dziekan Wydziału Humanistycznego Uniwersytetu Mikołaja Kopernika w Toruniu. Zajmuje się głównie filozofią kultury oraz filozofią polityki.

## Życiorys
Ukończył studia z zakresu kulturoznawstwa na Uniwersytecie im. Adama Mickiewicza w Poznaniu (1976–1980), doktorat obronił w 1988 pod opieką Jerzego Kmity (Kultura a komunikacja społeczna. Krytyczna teoria społeczeństwa Jürgena Habermasa w świetle społeczno-regulacyjnej teorii kultury). Habilitował się w 1996 w Instytucie Filozofii UAM na podstawie dorobku naukowego oraz rozprawy pt. Neopragmatyzm Richarda Rorty’ego w kontekście sporu o postmodernizm.
Od 1997 kierownik Zakładu Filozofii Współczesnej. Pełnił funkcję wicedyrektora Instytutu Filozofii UMK (1997–2003) oraz dyrektora Instytutu Filozofii UMK (2004-2008). Od 2005 profesor zwyczajny UMK. W latach 2008–2016, przez dwie kadencje, dziekan Wydziału Humanistycznego Uniwersytetu Mikołaja Kopernika w Toruniu.
Autor ponad stu publikacji naukowych, w tym kilkunastu książek.
Członek Komitetu Nauk Filozoficznych Polskiej Akademii Nauk oraz Komitetu Nauk o Kulturze Polskiej Akademii Nauk.
W 2019 został członkiem Rady Doskonałości Naukowej I kadencji.
Odbył 10 zagranicznych staży naukowych w uniwersytetach w Oxfordzie, Cambridge (dwukrotnie), St.Andrews, Leeds, Charlottesville (University of Virginia), Berkeley (University of California), Palo Alto (Stanford University), oraz w The Netherlands Institute for Advanced Studies in the Humanities and Social Sciences w Wassenaar, a także w Bellagio Rockefeller Center we Włoszech. Stypendysta fundacji: Fulbrighta, Mellona, Forda, Rockefellera, Kościuszkowskiej oraz American Council of Learned Societies.
Brał czynny udział w konferencjach i wygłaszał wykłady w: USA, Indiach, Brazylii, Japonii, Wielkiej Brytanii, Holandii, Hiszpanii, Francji,  Portugalii, Niemczech, Austrii, Norwegii, Finlandii, Danii, Chorwacji, Turcji, Egipcie, Izraelu, Włoszech oraz na Malcie. Członek Collegium Invisibile. Publikuje felietony w „Dzienniku Gazecie Prawnej”.
Otrzymał dwukrotnie nagrodę indywidualną Ministra Edukacji Narodowej oraz wielokrotnie nagrody naukowe JM Rektora UMK. Odznaczony Srebrnym Krzyżem Zasługi.

## Wybrane publikacje

### Książki
- Krytyka, emancypacja, dialog. Jürgen Habermas w poszukiwaniu nowego paradygmatu teorii krytycznej, Warszawa, Wydawnictwo Kolegium Otryckiego, 1990.
- O filozofowaniu, perypetiach dzisiejszej kultury i rebus publicis: z profesorem Stefanem Morawskim rozmawiają Andrzej Szahaj i Anna Zeidler-Janiszewska, Toruń, Adam Marszałek, 1995.
- Ironia i miłość. Neopragmatyzm Richarda Rorty’ego w kontekście sporu o postmodernizm, Wrocław, Leopoldinum 1996 (seria: Monografie FNP) (drugie wydanie: 2002).
- Jednostka czy wspólnota? Spór liberałów z komunitarystami a „sprawa polska”, Warszawa, Aletheia, 2000 (drugie wydanie: 2006)[5].
- Postmodernizm w kulturze współczesnej, Bydgoszcz, Wers, 2001.
- Zniewalająca moc kultury. Artykuły i szkice z filozofii kultury, poznania i polityki, Toruń 2004, Wydawnictwo UMK, ISBN 83-231-1676-8.
- E Pluribus Unum? Dylematy wielokulturowości i politycznej poprawności, Kraków, Universitas, 2004.
- Filozofia polityki (wraz Markiem N. Jakubowskim), Warszawa: Wydawnictwo Naukowe PWN, 2005 (drugie wydanie: 2006).
- Teoria krytyczna szkoły frankfurckiej, Warszawa, Wydawnictwa Akademickie i Profesjonalne, 2008.
- Relatywizm i fundamentalizm oraz inne szkice z filozofii kultury i polityki, Toruń, Wydawnictwo Naukowe UMK, 2008.
- Liberalizm, wspólnotowość, równość. Eseje z filozofii polityki, Toruń, Wydawnictwo Naukowe UMK, 2012.
- O interpretacji, Kraków, Wydawnictwo Universitas 2014.
- Kapitalizm drobnego druku, Warszawa, Instytut Wydawniczy Książka i Prasa, 2015.
- Inny kapitalizm jest możliwy, Warszawa, Instytut Wydawniczy Książka i Prasa, 2015.
- Neoliberalizm, turbokapitalizm, kryzys, Warszawa, Instytut Wydawniczy Książka i Prasa,  2017.
- Kapitalizm wyczerpania?, Warszawa, Instytut Wydawniczy Książka i Prasa,  2019.
- Ponowoczesność i postmodernizm dla średniozaawansowanych, Warszawa: Wydawnictwo Naukowe PWN, 2021

### Redakcje
- Wokół teorii krytycznej Jürgena Habermasa, (wraz z Andrzejem M. Kaniowskim), Warszawa, Wydawnictwo Kolegium Otryckiego, 1987.
- Między pragmatyzmem a postmodernizmem. Wokół filozofii Richarda Rorty’ego, Toruń, Wydawnictwo UMK, 1995.
- Postmodernizm a filozofia (wraz z S. Czerniakiem), Warszawa, IFIS PAN, 1996.
- Filozofia amerykańska dziś (wraz z T. Komendzińskim), Toruń, Wydawnictwo UMK, 1997.
- Indywidualizm, wspólnotowość, polityka (wraz z M. N. Jakubowskim i K. Abriszewskim), Toruń, Wydawnictwo UMK, 2002.
- Od filozofii polityki do praktyki politycznej, Toruń, Wydawnictwo UMK, 2007.
- Filozofia i etyka interpretacji (wraz z A. Kolą), Kraków, Universitas, 2007.

### Wybrane artykuły
- Interes – poznanie – dyskurs – prawda. Jürgena Habermasa teoria poznania, „Studia Filozoficzne” 1985, vol. 4/1985.
- Główne idee Jürgena Habermasa teorii kompetencji komunikacyjnej, „Studia Metodologiczne” 1985, vol. 24.
- Jürgena Habermasa teoria działania komunikacyjnego. Próba rekonstrukcji, w: A. M. Kaniowski, A. Szahaj (red.), Wokół teorii krytycznej Jürgena Habermasa, Warszawa 1987.
- Teksty na wolności. Strukturalizm – poststrukturalizm – postmodernizm, Kultura Współczesna 1993, vol. 2/1993.
- Jean Baudrillard – między rozpaczą a ironią, Kultura Współczesna 1993, vol. 3/1993.
- Richarda Rorty’ego humanizm bez metafizyki i jego etyczno-polityczne implikacje, „Etyka” 1993, vol. 26.
- Nadzieja w ponowoczesności. Stanowisko Zygmunta Baumana na mapie sporu o postmodernizm, w: Anna Zeidler-Janiszewska, Trudna ponowoczesność. Rozmowy z Zygmuntem Baumanem, Poznań, Wydawnictwo Humaniora, 1995.
- Reflections on the Methodology of Social Sciences in the Critical Theory of Jürgen Habermas, w: J. Kmita, K. Zamiara (red.), Visions of Culture and the Models of Cultural Sciences, Amsterdam-Atlanta, Rodopi, 1989.
- Spór o Rorty’ego, „Toruński Przegląd Filozoficzny”, vol. 2/2000.
- What Kind of Liberalism do Poles (and not only Poles) Need?, w: J. Miklaszewska (red.), Democracy in Central Europe 1989-1999, Kraków, Meritum, 2000.
- Filozofia jako działalność sensotwórcza, „Przegląd Filozoficzny”, vol. 2/2000.
- Zniewalająca moc kultury, wstęp do: S. Fish, Interpretacja, retoryka, polityka. Eseje wybrane, wybór, redakcja i przedmowa: A. Szahaj, Kraków, Universitas, 2002.

### Wybrane przekłady z języka angielskiego
- Jürgen Habermas, Aspekty racjonalności działania, w: A. M. Kaniowski, A. Szahaj (red.), Wokół teorii krytycznej Jürgena Habermasa, Warszawa, Wydawnictwo Kolegium Otryckiego, 1987.
- Richard Rorty, Filozofia jako nauka, jako metafora i jako polityka, w: A. Szahaj (red.), Pomiędzy pragmatyzmem a postmodernizmem. Wokół filozofii Richarda Rorty’ego, Toruń, Wydawnictwo UMK, 1995.
- Richard Rorty, Filozofia a przyszłość, „Przegląd Filozoficzny” 1996, nr 1 (razem z A. Grzelińskim).
- Stanley Fish, Czy na tych ćwiczeniach jest tekst?, Co czyni interpretację możliwą do przyjęcia?, Retoryka, Drogą antyformalistyczną aż do końca, w: S. Fish, Interpretacja, retoryka, polityka. Eseje wybrane, wybór, redakcja i przedmowa: A. Szahaj, Kraków, Universitas, 2002.
- Richard Rorty, Zmierzch prawdy ostatecznej i narodziny kultury literackiej, „Teksty Drugie”, vol. 6/2003.